# Ієронім Георг Цейтен
Ієроні́м Гео́рг Це́йтен (дан. Hieronymus Georg Zeuthen, 1839—1920) — данський математик та історик математики. Роботи стосуються геометрії, алгебричної геометрії та математичного аналізу, але основну популярність здобув завдяки працям з історії математики, перекладеним багатьма мовами. Член Данської АН (1872).

## Життєпис
Народився в сім'ї пастора в південній Данії. У 1857—1862 роках вивчав математику в Копенгагенському університеті, потім у Парижі слухав лекції видного геометра Мішеля Шаля.
1865 року захистив у Копенгагені дисертацію і залишився працювати в університеті, через 6 років прийнятий екстраординарним професором Копенгагенського університету, читав також лекції в Політехнічному інституті. Одночасно став редактором математичного журналу Matematisk Tidsskrift (виконував ці обов'язки 18 років) і секретарем Данської королівської академії наук (цю посаду обіймав 39 років, від 1878 року). 1886 року став ординарним професором. Двічі обирався ректором університету.

## Праці
- Abriß einer elementar-geometrischen Kegelschnittlehre. Teubner 1882.
- Die Lehre von den Kegelschnitten im Altertum. Kopenhagen 1886 (Danish version 1885 in Forh.Vid.Selskab).
- Geschichte der Mathematik im Altertum und Mittelalter. Kopenhagen 1896 (Danish version 1893 publ. by Verlag A. F. Hoest).
- Histoire des Mathématiques dans l'Antiquité et le Moyen Age. Paris, Gauthier-Villars, 1902.[8]
- Geschichte der Mathematik im XVI. und XVII. Jahrhundert. Teubner 1903,[9] and as Heft 17 of Abhandlungen zur Geschichte der mathematischen Wissenschaften (ed. Moritz Cantor). The Danish version was published 1903 in Copenhagen.
- Die Mathematik im Altertum und im Mittelalter. Kopenhagen 1912.[10][11]
- Lehrbuch der abzählenden Methoden der Geometrie. Teubner 1914.[12]
- Hvorledes Mathematiken i tiden fra Platon til Euklid blev rationel Videnskab. Avec un résumé en francais. Forh.Dansk Vid.Selskab 1917, pp.199-369.[13]